# Gran Premi di Formula 1 sospesi

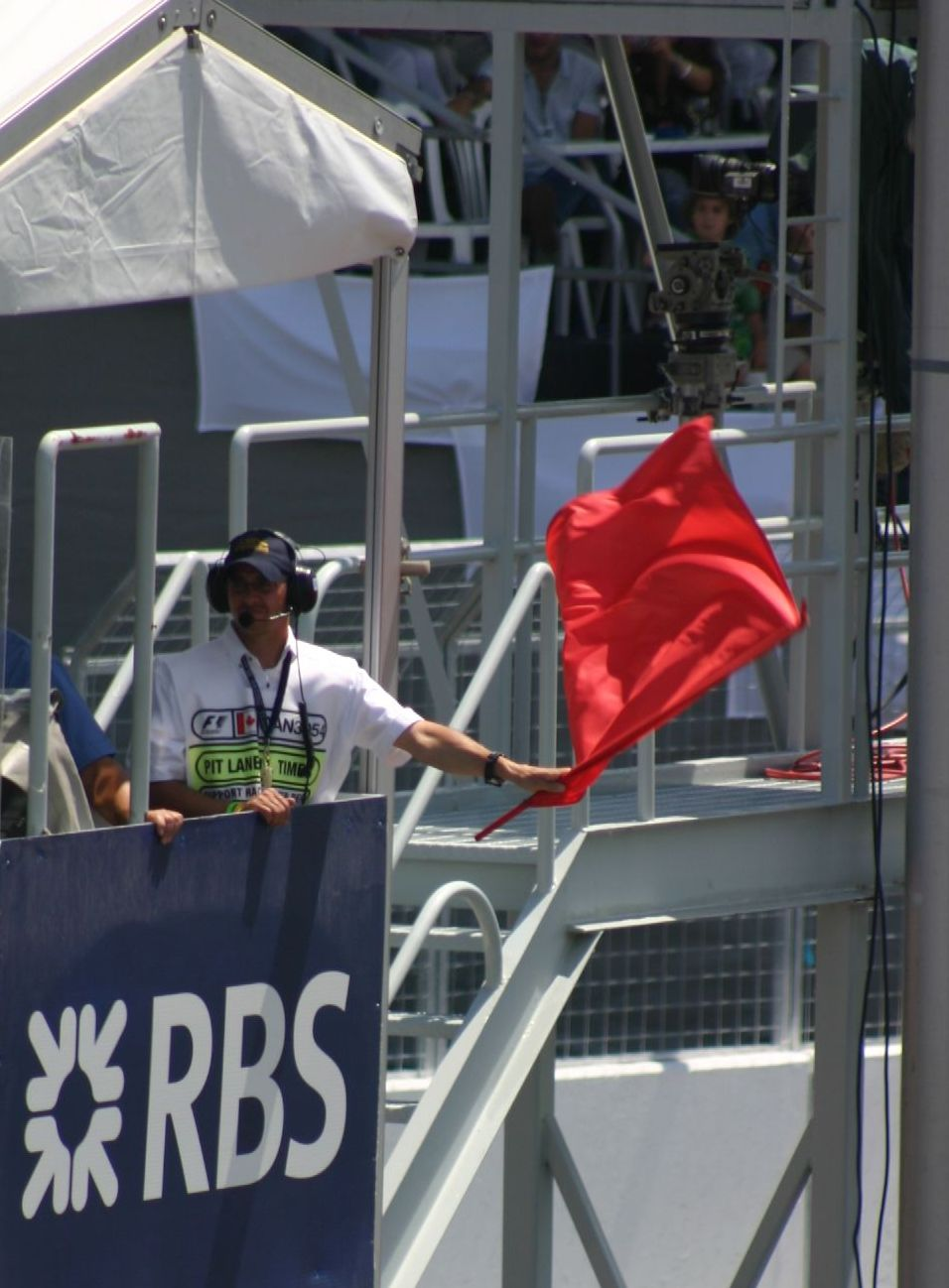
La bandiera rossa viene esposta per indicare la sospensione della gara, in genere per motivi di sicurezza

Quest'articolo è una lista di tutti i Gran Premi di Formula 1 che sono stati sospesi a causa di una bandiera rossa; non comprende invece i Gran Premi in cui le prove libere o le qualifiche sono state neutralizzate in questo modo. 
Una gara viene sospesa in condizioni di grave pericolo. Dopo che la bandiera rossa è stata esposta, la gara può riprendere per il numero di giri rimanenti se il tracciato è stato liberato dai pericoli; altrimenti la gara può venir dichiarata terminata e il risultato annunciato in base alla classifica alla conclusione del penultimo giro prima di quello in cui la corsa era stata sospesa, ovvero la classifica di due giri prima. Se la gara non viene ripresa ed è stata completata meno del 75%, ma più di due giri della distanza prevista, viene utilizzato un differente sistema di punteggio. La bandiera rossa è divenuta meno frequente dall'introduzione nel 1992 della safety car: infatti, a seguito di incidenti meno gravi che richiedono solo un modesto lavoro da parte dei commissari di percorso per la rimozione delle vetture, le corse vengono neutralizzate dietro la vettura di sicurezza invece di venire temporaneamente fermate, il che richiederebbe un minimo di 15 minuti di sospensione.
Fino al 1999, la classifica finale della gara veniva determinata dalla somma dei tempi delle varie parti in cui era stata divisa la gara, ovvero si sommavano i risultati ottenuti in ciascuna parte per determinare la classifica finale. Dal 2000 vengono ritenuti validi solo i risultati dell'ultima parte di gara, mentre quelli della "manche" precedente vengono utilizzati solo per stabilire le posizioni per la ripartenza. Le nuove norme sono state applicate per la prima volta nel Gran Premio del Belgio 2001.
Dal 2005 sono state modificate le procedure di ripartenza: la gara viene sempre ripresa dietro la safety car, che effettua un solo giro davanti al gruppo prima di rientrare nella pit lane; questa procedura è stata utilizzata per la prima volta nel Gran Premio d'Europa 2007. Dal 2015, inoltre, durante il periodo di sospensione, invece di schierarsi in griglia di partenza, le vetture si accodano in pit lane dietro la vettura di sicurezza. Questa procedura in precedenza veniva applicata solo nel caso in cui la gara veniva sospesa con la safety car in pista; la prima applicazione di queste nuove norme è avvenuta al Gran Premio d'Australia 2016.
Dal 2018 viene nuovamente modificata la procedura di ripartenza dopo una bandiera rossa: la direzione gara può decidere se far ripartire la gara con partenza da fermo (standing start) o dietro la safety car (rolling start). Come regola generale la ripartenza viene effettuata da fermo dalla griglia (standing start); tuttavia, in circostanze particolari, ad esempio pista bagnata, la direzione gara può scegliere di effettuare una partenza lanciata dietro la safety car (rolling start). La prima applicazione di queste norme è avvenuta durante il Gran Premio d'Italia 2020, in cui si è optato per la partenza da fermo.
Al Gran Premio di San Paolo 2024 sono stati sospesi in totale 88 Gran Premi. Il Gran Premio d'Australia 2023 è stato il primo nella storia della Formula 1 caratterizzato da tre esposizioni della bandiera rossa in gara a seguito di vari incidenti.

## Lista dei Gran Premi sospesi
| Stagione | Gran Premio       | Giro | Motivazione | Esito | Ripartenza |
| -------- | ----------------- | ---- | --- | --- | ---------- |
| 2024     | San Paolo         | 32   | Incidente di Franco Colapinto. | La gara venne ripresa con Esteban Ocon in pole position. | Lanciata   |
| 2024     | Monaco            | 1    | Incidente tra Sergio Pérez, Nico Hülkenberg e Kevin Magnussen con conseguente danneggiamento di una barriera e detriti in pista.                                                                             | La gara venne ripresa con Charles Leclerc in pole position. | Da fermo   |
| 2024     | Giappone          | 1    | Incidente tra Daniel Ricciardo e Alexander Albon con conseguente danneggiamento delle barriere. | La gara venne ripresa con Max Verstappen in pole position. | Da fermo   |
| 2023     | San Paolo         | 2    | Incidente tra Alexander Albon e Kevin Magnussen con conseguente danneggiamento delle barriere e detriti in pista.                                                                                            | La gara venne ripresa con Max Verstappen in pole position. | Da fermo   |
| 2023     | Città del Messico | 34   | Incidente di Kevin Magnussen e conseguente danneggiamento delle barriere. | La gara venne ripresa con Max Verstappen in pole position. | Da fermo   |
| 2023     | Olanda            | 64   | Pioggia e incidente di Zhou Guanyu con conseguente danneggiamento delle barriere. | La gara venne ripresa con Max Verstappen in pole position. | Lanciata   |
| 2023     | Australia         | 57   | Incidenti tra Logan Sargeant, Nyck de Vries, Esteban Ocon e Pierre Gasly. | La gara venne ripresa con Max Verstappen in pole position. | Lanciata   |
| 2023     | Australia         | 55   | Incidente di Kevin Magnussen. | La gara venne ripresa con Max Verstappen in pole position. | Da fermo   |
| 2023     | Australia         | 8    | Incidente di Alexander Albon con conseguente ghiaia in pista. | La gara venne ripresa con Lewis Hamilton in pole position. | Da fermo   |
| 2022     | Giappone          | 2    | Pioggia e incidente di Carlos Sainz Jr. | La gara venne ripresa con Max Verstappen in pole position. | Lanciata   |
| 2022     | Gran Bretagna     | 1    | Incidente tra Pierre Gasly, George Russell, Zhou Guanyu, Yuki Tsunoda, Esteban Ocon, Alexander Albon e Sebastian Vettel.                                                                                     | La gara venne ripresa con Carlos Sainz Jr. in pole position. | Da fermo   |
| 2022     | Monaco            | 30   | Incidente di Mick Schumacher e conseguente danneggiamento delle barriere. | La gara venne ripresa con Sergio Pérez in pole position. | Lanciata   |
| 2021     | Arabia Saudita    | 15   | Incidenti di Charles Leclerc, Nikita Mazepin, Sergio Pérez e George Russell. | La gara venne ripresa con Esteban Ocon in pole position. | Da fermo   |
| 2021     | Arabia Saudita    | 13   | Incidente di Mick Schumacher e conseguente danneggiamento delle barriere. | La gara venne ripresa con Max Verstappen in pole position. | Da fermo   |
| 2021     | Belgio            | 3    | Pioggia. | La gara non venne ripresa e Max Verstappen fu proclamato vincitore. Meno del 75% della distanza prevista è stata completata, e quindi i punteggi normalmente assegnati furono dimezzati.                                                                                               | No         |
| 2021     | Ungheria          | 2    | Incidenti di Valtteri Bottas, Lando Norris, Max Verstappen, Sergio Pérez, Lance Stroll, Daniel Ricciardo e Charles Leclerc con detriti in pista.                                                             | La gara venne ripresa con Lewis Hamilton in pole position. | Da fermo   |
| 2021     | Gran Bretagna     | 2    | Incidente di Max Verstappen e conseguente danneggiamento delle barriere. | La gara venne ripresa con Charles Leclerc in pole position. | Da fermo   |
| 2021     | Azerbaigian       | 48   | Incidente di Max Verstappen con detriti in pista. | La gara venne ripresa con Sergio Pérez in pole position. | Da fermo   |
| 2021     | Emilia-Romagna    | 33   | Incidente tra Valtteri Bottas e George Russell con detriti in pista. | La gara venne ripresa con Max Verstappen in pole position. | Lanciata   |
| 2020     | Bahrein           | 1    | Incidente di Romain Grosjean e conseguente danneggiamento delle barriere. | La gara venne ripresa con Lewis Hamilton in pole position. | Da fermo   |
| 2020     | Toscana           | 46   | Incidente di Lance Stroll e conseguente danneggiamento delle barriere. | La gara venne ripresa con Lewis Hamilton in pole position. | Da fermo   |
| 2020     | Toscana           | 9    | Incidente fra Nicholas Latifi, Kevin Magnussen, Antonio Giovinazzi e Carlos Sainz Jr. durante la ripartenza dopo un periodo di safety car.                                                                   | La gara venne ripresa con Valtteri Bottas in pole position. Esteban Ocon non riuscì a prendere parte alla ripartenza. | Da fermo   |
| 2020     | Italia            | 27   | Incidente di Charles Leclerc e conseguente danneggiamento delle barriere. | La gara venne ripresa con Lewis Hamilton in pole position. | Da fermo   |
| 2017     | Azerbaigian       | 22   | Numerosi incidenti causati da detriti in pista. | La gara venne ripresa con Lewis Hamilton in pole position. | Lanciata   |
| 2016     | Brasile           | 28   | Pioggia forte. | La gara venne ripresa con Lewis Hamilton in pole position. | Lanciata   |
| 2016     | Brasile           | 21   | Pioggia forte e incidente di Kimi Räikkönen con detriti in pista. | La gara venne ripresa con Lewis Hamilton in pole position. | Lanciata   |
| 2016     | Belgio            | 9    | Incidente di Kevin Magnussen e conseguente danneggiamento delle barriere. | La gara venne ripresa con Nico Rosberg in pole position. | Lanciata   |
| 2016     | Australia         | 18   | Incidente fra Fernando Alonso e Esteban Gutiérrez. | La gara venne ripresa con Sebastian Vettel in pole position; per la prima volta si applicano le nuove procedure, con ripartenza dalla pit lane piuttosto che dalla griglia di partenza.                                                                                                | Lanciata   |
| 2014     | Giappone          | 46   | Pioggia forte ed incidente mortale di Jules Bianchi che riporta gravi traumi cranici. | La gara non venne ripresa e venne dichiarata terminata al giro 44 con Lewis Hamilton che fu proclamato vincitore. | No         |
| 2014     | Giappone          | 2    | Pioggia forte con superficie del tracciato scivolosa. | La gara venne ripresa con Nico Rosberg in pole position. | Lanciata   |
| 2014     | Gran Bretagna     | 1    | Incidente tra Kimi Räikkönen, Felipe Massa, Max Chilton e Kamui Kobayashi. | La gara venne ripresa con Nico Rosberg in pole position. | Lanciata   |
| 2013     | Monaco            | 46   | Incidente tra Pastor Maldonado e Max Chilton e conseguente ostruzione del tracciato. | La gara venne ripresa con Nico Rosberg in pole position. | Lanciata   |
| 2012     | Malesia           | 9    | Pioggia forte. | La gara venne ripresa con Lewis Hamilton in pole position. | Lanciata   |
| 2011     | Canada            | 25   | Pioggia forte. | La gara venne ripresa con Sebastian Vettel in pole position. | Lanciata   |
| 2011     | Monaco            | 72   | Incidenti di Jaime Alguersuari e Vitalij Petrov. | La gara venne ripresa con Sebastian Vettel in pole position. | Lanciata   |
| 2010     | Corea             | 3    | Pioggia forte con superficie del tracciato estremamente scivolosa. | La gara venne ripresa con Sebastian Vettel in pole position. | Lanciata   |
| 2009     | Malesia           | 33   | Pioggia torrenziale e incidenti di Sébastien Buemi, Sebastian Vettel e Giancarlo Fisichella. | La gara non venne ripresa e Jenson Button fu proclamato vincitore. Meno del 75% della distanza prevista era stata completata, e quindi i punteggi normalmente assegnati furono dimezzati.                                                                                              | No         |
| 2007     | Europa            | 5    | Pioggia e incidenti di Jenson Button, Nico Rosberg, Adrian Sutil, Lewis Hamilton, Scott Speed e Vitantonio Liuzzi.                                                                                           | La gara venne ripresa con Markus Winkelhock in pole position. Per la prima volta con le nuove procedure la ripartenza avvenne dietro la Safety Car. | Lanciata   |
| 2003     | Brasile           | 56   | Incidenti di Mark Webber e Fernando Alonso. | Più del 75% della distanza prevista era stata completata e quindi la gara non venne ripresa con Giancarlo Fisichella che fu proclamato vincitore dopo diverse controversie. | No         |
| 2001     | Belgio            | 5    | Incidente di Luciano Burti e Eddie Irvine. | La gara venne ripresa con Michael Schumacher in pole position. Sotto le nuove regole, la seconda parte della gara fu dichiarata il risultato totale (precedentemente veniva utilizzata la somma dei tempi delle due parti di gara).                                                    | Da fermo   |
| 2001     | Germania          | 2    | Collisione fra Luciano Burti e Michael Schumacher con conseguenti detriti sul rettilineo finale. | La gara venne ripresa con Juan Pablo Montoya in pole position. | Da fermo   |
| 2000     | Monaco            | 1    | La bandiera rossa venne mostrata prima di qualsiasi incidente per un errore del computer. Poco dopo, una collisione fra Pedro de la Rosa e Jenson Button al tornante causò l'ostruzione totale del circuito. | La gara venne ripresa con Michael Schumacher in pole position. De la Rosa non riuscì a effettuare la ripartenza. | Da fermo   |
| 1999     | Gran Bretagna     | 1    | Auto ferme di Alex Zanardi e Jacques Villeneuve. Michael Schumacher si schiantò rompendosi la gamba poco dopo la sospensione della corsa.                                                                    | La gara venne ripresa con Mika Häkkinen in pole position. | Da fermo   |
| 1998     | Belgio            | 1    | Grande incidente che coinvolse più della metà dei piloti. | La gara venne ripresa con Mika Häkkinen in pole position. Rubens Barrichello, Olivier Panis, Mika Salo e Ricardo Rosset non riuscirono ad effettuare la ripartenza perché l'unica vettura di riserva era necessaria al compagno di squadra.                                            | Da fermo   |
| 1998     | Francia           | 1    | Auto ferma di Jos Verstappen. | La gara venne ripresa con Mika Häkkinen in pole position. | Da fermo   |
| 1998     | Canada            | 1    | Incidente alla prima curva che coinvolse Jean Alesi, Alexander Wurz, Johnny Herbert e Jarno Trulli. | La gara venne ripresa con David Coulthard in pole position. Eccezion fatta per Herbert, gli altri piloti coinvolti nella collisione dovettero riprendere la gara utilizzando la vettura di riserva. La Sauber riuscì a riparare l'auto di Herbert che riprese con la vettura iniziale. | Da fermo   |
| 1997     | Canada            | 56   | Incidente nel quale Olivier Panis si ruppe le gambe. | Più del 75% della distanza originale era stata completata e quindi la gara non fu ripresa con Michael Schumacher che fu proclamato vincitore. | No         |
| 1997     | Brasile           | 1    | Incidente di Giancarlo Fisichella, Eddie Irvine, Jan Magnussen e Damon Hill ed auto ferma di Rubens Barrichello.                                                                                             | La gara venne ripresa con Jacques Villeneuve in pole position. Magnussen non riuscì a prendere parte della gara. | Da fermo   |
| 1996     | Australia         | 1    | Incidente fra Martin Brundle, David Coulthard e Johnny Herbert. | La gara venne ripresa con Jacques Villeneuve in pole position. Johnny Herbert non poté riprendere la corsa. | Da fermo   |
| 1995     | Portogallo        | 1    | Incidente fra Ukyo Katayama, Andrea Montermini, Luca Badoer e Roberto Moreno. Katayama rimase ferito. | La gara venne ripresa con David Coulthard in pole position. Katayama e Max Papis non riuscirono a ripartire. | Da fermo   |
| 1995     | Italia            | 1    | Incidenti di Max Papis, Jean-Christophe Boullion, Andrea Montermini, Pedro Diniz e Roberto Moreno. | La gara venne ripresa con David Coulthard in pole position. Montermini e Moreno non presero parte alla ripartenza. | Da fermo   |
| 1995     | Monaco            | 1    | Incidente fra Jean Alesi, Gerhard Berger e David Coulthard. | La gara venne ripresa con Damon Hill in pole position. Domenico Schiattarella non poté ripartire. | Da fermo   |
| 1995     | Argentina         | 1    | Incidenti di Rubens Barrichello, Luca Badoer, Jean Alesi, Mika Salo e Olivier Panis. | La gara venne ripresa con David Coulthard in pole position. Badoer non riuscì a riprendere la corsa. | Da fermo   |
| 1994     | Giappone          | 13   | Incidente di Martin Brundle. | La gara venne ripresa con Michael Schumacher in pole position: i tempi delle due parti furono aggregati al termine. La ripartenza avvenne dietro la Safety Car. | Lanciata   |
| 1994     | Italia            | 1    | Incidenti di Eddie Irvine, Johnny Herbert, David Coulthard e Olivier Panis. | La gara venne ripresa con Jean Alesi in pole position. | Da fermo   |
| 1994     | San Marino        | 5    | Incidente mortale di Ayrton Senna. | La gara venne ripresa con Michael Schumacher in pole position. | Da fermo   |
| 1992     | Francia           | 18   | Pioggia forte. | La gara venne ripresa con Riccardo Patrese in pole position. | Da fermo   |
| 1991     | Australia         | 14   | Pioggia e incidenti di Jean Alesi, Nicola Larini, Michael Schumacher e, successivamente, Nigel Mansell e Gerhard Berger.                                                                                     | La pioggia continuò a insistere sul tracciato e quindi la gara non fu ripresa con Ayrton Senna che fu proclamato vincitore. I punteggi vennero dimezzati data la distanza percorsa inferiore al 75% del previsto.                                                                      | No         |
| 1990     | Portogallo        | 61   | Incidente di Alex Caffi. | La gara non venne ripresa; Nigel Mansell fu proclamato vincitore. | No         |
| 1990     | Italia            | 2    | Incidente di Derek Warwick. | La gara venne ripresa con Ayrton Senna in pole position. | Da fermo   |
| 1990     | Belgio            | 1    | Incidente alla partenza. | La gara venne ripresa con Ayrton Senna in pole position. Aguri Suzuki e Martin Donnelly non si presentarono alla ripartenza. | Da fermo   |
| 1990     | Belgio            | 1    | Incidente di Paolo Barilla con barriere di protezione danneggiate. | La gara venne ripresa nuovamente con Ayrton Senna in pole position. Suzuki e Barilla non poterono ripartire. | Da fermo   |
| 1990     | Monaco            | 1    | Incidenti di Alain Prost e Gerhard Berger. | La gara venne ripresa con Ayrton Senna in pole position. | Da fermo   |
| 1989     | Australia         | 2    | Diversi incidenti dopo il primo giro. | La gara venne ripresa con Ayrton Senna in pole position. Alain Prost non si presentò alla ripartenza. | Da fermo   |
| 1989     | Francia           | 1    | Incidenti di Maurício Gugelmin, Nigel Mansell, Olivier Grouillard e Thierry Boutsen. | La gara venne ripresa con Alain Prost in pole position. | Da fermo   |
| 1989     | Messico           | 2    | Incidente al primo giro. | La gara venne ripresa con Ayrton Senna in pole position. | Da fermo   |
| 1989     | San Marino        | 3    | Incidente di Gerhard Berger. | La gara venne ripresa con Ayrton Senna in pole position. | Da fermo   |
| 1988     | Portogallo        | 1    | Incidente alla partenza. | La gara venne ripresa con Alain Prost in pole position. | Da fermo   |
| 1987     | Messico           | 30   | Incidente di Derek Warwick. | La gara venne ripresa con Nigel Mansell in pole position. | Da fermo   |
| 1987     | Portogallo        | 1    | Incidente alla partenza. | La gara venne ripresa con Gerhard Berger in pole position. Christian Danner non riuscì a ripartire. | Da fermo   |
| 1987     | Austria           | 1    | Incidente alla partenza. | La gara venne ripresa con Nelson Piquet in pole position. | Da fermo   |
| 1987     | Austria           | 1    | Incidente alla ripartenza. | La gara venne ripresa una seconda volta con Nelson Piquet in pole position. Philippe Streiff non prese più parte alla corsa. | Da fermo   |
| 1987     | Belgio            | 2    | Incidenti di Jonathan Palmer e Philippe Streiff. | La gara venne ripresa con Nigel Mansell in pole position. Palmer non riuscì a ripartire. | Da fermo   |
| 1986     | Gran Bretagna     | 1    | Incidente alla partenza nel quale Jacques Laffite si ruppe le gambe. | La gara venne ripresa con Nelson Piquet in pole position. Laffite, Christian Danner, Piercarlo Ghinzani e Allen Berg non presero più parte alla corsa. | Da fermo   |
| 1985     | Austria           | 1    | Incidente alla partenza. | La gara venne ripresa con Alain Prost in pole position. | Da fermo   |
| 1984     | Austria           | 1    | Problema al semaforo di partenza. | La gara venne ripresa con Nelson Piquet in pole position. | Da fermo   |
| 1984     | Gran Bretagna     | 11   | Incidente di Jonathan Palmer. | La gara venne ripresa con Nelson Piquet in pole position. | Da fermo   |
| 1984     | Detroit           | 1    | Incidente alla partenza. | La gara venne ripresa con Nelson Piquet in pole position. Marc Surer non prese più parte alla corsa. | Da fermo   |
| 1984     | Monaco            | 31   | Pioggia forte. | La gara non venne ripresa e Alain Prost fu proclamato vincitore. Il punteggio finale venne dimezzato. | No         |
| 1982     | Detroit           | 6    | Incidenti di Riccardo Patrese e Roberto Guerrero. | La gara venne ripresa con Alain Prost in pole position. | Da fermo   |
| 1982     | Canada            | 1    | Incidente alla partenza nel quale Riccardo Paletti perse la vita. | La gara venne ripresa con Didier Pironi in pole position. | Da fermo   |
| 1981     | Francia           | 58   | Incidente di Jacques Laffite. | La gara venne ripresa con Alain Prost in pole position. | Da fermo   |
| 1981     | Belgio            | 54   | Pioggia. | La gara non venne ripresa e Carlos Reutemann venne proclamato vincitore. | No         |
| 1980     | Canada            | 1    | Incidente alla partenza. | La gara venne ripresa con Nelson Piquet in pole position. Derek Daly e Mike Thackwell non riuscirono a ripartire. | Da fermo   |
| 1979     | Sudafrica         | 2    | Pioggia e incidente di Jan Lammers. | La gara venne ripresa con Gilles Villeneuve in pole position. | Da fermo   |
| 1979     | Argentina         | 1    | Incidente alla partenza. | La gara venne ripresa sulla distanza originale. Cinque piloti non presero più parte alla corsa. | Da fermo   |
| 1978     | Italia            | 1    | Incidente fra 5 piloti, fra cui Ronnie Peterson che morì successivamente a causa delle gravi ferite. | La gara venne ripresa con Gilles Villeneuve in pole position. | Da fermo   |
| 1978     | Austria           | 7    | Pioggia e incidenti di 4 piloti. | La gara venne ripresa con Ronnie Peterson in pole position. | Da fermo   |
| 1976     | Germania          | 2    | Incidenti di Niki Lauda, Brett Lunger e Harald Ertl. | La gara venne ripresa con James Hunt in pole position. Sei piloti non si presentarono alla ripartenza. | Da fermo   |
| 1976     | Gran Bretagna     | 1    | Incidente alla partenza. | La gara venne ripresa con Niki Lauda in pole position. James Hunt, Clay Regazzoni e Jacques Laffite vennero successivamente squalificati per aver utilizzato la loro vettura di riserva.                                                                                               | Da fermo   |
| 1975     | Austria           | 29   | Pioggia. | La gara non venne ripresa e Vittorio Brambilla fu proclamato vincitore. I punti assegnati vennero dimezzati. | No         |
| 1975     | Gran Bretagna     | 56   | Pioggia e incidenti di 7 piloti. | La gara non venne ripresa e Emerson Fittipaldi fu proclamato vincitore. | No         |
| 1975     | Spagna            | 29   | Incidente fra Carlos Pace e Rolf Stommelen. | A causa della morte di alcuni spettatori, la gara non venne ripresa e Jochen Mass fu proclamato vincitore. I punti assegnati vennero dimezzati. | No         |
| 1974     | Brasile           | 32   | Pioggia. | La gara non venne ripresa e Emerson Fittipaldi fu proclamato vincitore. | No         |
| 1973     | Gran Bretagna     | 2    | Incidente con nove vetture coinvolte. | La gara venne ripresa con Ronnie Peterson in pole position. | Da fermo   |
| 1971     | Canada            | 64   | Pioggia e nebbia. | La gara non venne ripresa e Jackie Stewart fu proclamato vincitore. | No         |